# 冯·卡门方程

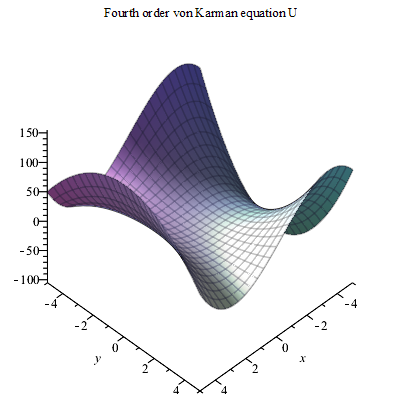
Von Karman equation U Maple plot

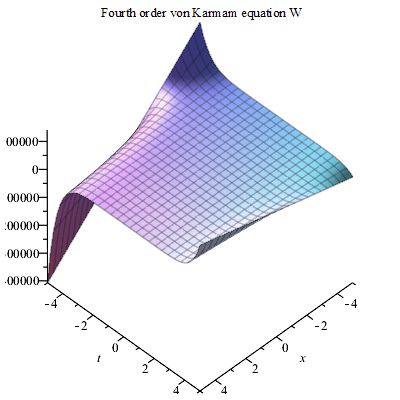
Von Karman equation w Maple plot

卡门方程是一个模拟平板变形的四阶椭圆型非线性偏微分方程组：
{\displaystyle \Delta \Delta (u)=a((w_{xy})^{2}-w_{xx}w_{yy})}
{\displaystyle \Delta \Delta (w)=b(u_{yy}w_{xx}+u_{xx}w_{yy}-2u_{xy}w_{xy})+c}
其中
{\displaystyle \Delta ={\frac {\partial }{\partial x^{2}}}+{\frac {\partial }{\partial y^{2}}}}

## 通解
卡门方程有下列解析解
{\displaystyle u:=(1/2*(A[3]*x^{3}+A[2]*x^{2}+A[1]*x+A[0]))*y^{2}+y-(1/10)*x^{5}*A[3]+x^{3}+x^{2}+x}
{\displaystyle w:=\int ((x-t)*f(t),t=0..x)+x}
其中
{\displaystyle f''(x)=b*(A[3]*x^{3}+A[2]*x^{2}+A[1]*x+A[0])*f(x)+c}

## 特解
当{\displaystyle A[2]=A[3]=0}时
{\displaystyle f(x)=AiryAi(-1.3200061217959123977*x+2.0087049679503014748)}
{\displaystyle *_{C}2+AiryBi(-1.3200061217959123977*x+2.0087049679503014748)}
{\displaystyle *_{C}1-2.2727167324939371067*Pi*(-(Int(AiryBi(-1.3200061217959123977*x+2.0087049679503014748),x))*AiryAi(-1.3200061217959123977*x+2.0087049679503014748)+(Int(AiryAi(-1.3200061217959123977*x+2.0087049679503014748),x))*AiryBi(-1.3200061217959123977*x+2.0087049679503014748))}
因此
{\displaystyle u=(1/2*(-2.3*x+3.5))*y^{2}+y+x^{3}+x^{2}+x}

{\displaystyle v=\int ((x-t)*(AiryAi(-1.3200061217959123977*t+2.0087049679503014748)+AiryBi(-1.3200061217959123977*t+2.0087049679503014748)-2.2727167324939371067*Pi*(-(Int(AiryBi(-1.3200061217959123977*t+2.0087049679503014748),t))*AiryAi(-1.3200061217959123977*t+2.0087049679503014748)+(Int(AiryAi(-1.3200061217959123977*t+2.0087049679503014748),t))*AiryBi(-1.3200061217959123977*t+2.0087049679503014748))),t)+x}